# Wolfgang Birkner
Pour les articles homonymes, voir Birkner.
Wolfgang Birkner (27 octobre 1913 - 24 mars 1945) est un officier SS allemand, SS-Hauptsturmführer et acteur de l'Holocauste pendant la Seconde Guerre mondiale. Il a servi de KdS Warschau (Komandeur der Sicherheitspolizei) à Varsovie à la suite de l’invasion allemande de la Pologne en 1939.

## Seconde Guerre mondiale
Après l'attaque allemande contre les forces soviétiques dans l'est de la Pologne lors de l'opération Barbarossa, Birkner et son Einsatzkommando ont été déployés dans le district nouvellement formé de Bialystok, dans la zone arrière du groupe d'armées, en raison de rapports faisant état d'une prétendue activité de guérilla soviétique. Birkner arriva à Białystok en provenance du gouvernement général le 30 juin 1941, envoyé par le commandant de la police SS, Eberhard Schöngarth, sur ordre du RSHA. En tant que vétéran de l'Einsatzgruppe IV, qui a opéré pendant la campagne de Pologne de 1939, Birkner était un spécialiste des opérations de sécurité derrière les lignes de front.

### Kommando Bialystok
Birkner fut nommé chef du Kommando Bialystok sous Arthur Nebe, commandant de l'Einsatzgruppe B. L'escadron de la mort de Birkner était composé de 29 hommes SS de la police de sécurité, ainsi que de fonctionnaires de la Gestapo. C’est l’une des nombreuses unités convoquées à peu près au même moment par Schöngarth en poste à Cracovie, pour faire face à la nouvelle menace de la guerre des partisans russes au sud-est de la province de Prusse-Orientale, avec la participation présumée de Juifs locaux. Birkner et son Einsatzgruppe ont commis de nombreux meurtres de masses à Białystok et dans ses environs. Au cours des deux premiers mois d'opération, entre le 30 juin et le 28 août 1941, ces « missions spéciales » coûtent la vie à 1 800 Juifs. Birkner fut promu au rang de SS-Hauptsturmführer Kriminal-Kommisar (l'équivalent d'un capitaine de police) le 20 avril 1943. Il fut tué dans la province de Pomorze le 24 mars 1945.
Les procureurs ouest-allemands enquêtèrent sur Birkner en 1960, avant le procès du commandant SS Hermann Schaper, qui avait dirigé des assassinats parallèles commis par le Kommando SS Zichenau-Schröttersburg dans la même région y compris dans de nombreux villages et villes de Pologne, comme Radziłów, Tykocin, Jedwabne, Łoma, Rutki, Wizna, Piątnica et Zambrów.